# Texella reyesi
Texella reyesi is een hooiwagen uit de familie Phalangodidae.